# St. Johannes Baptist (Altenberge)

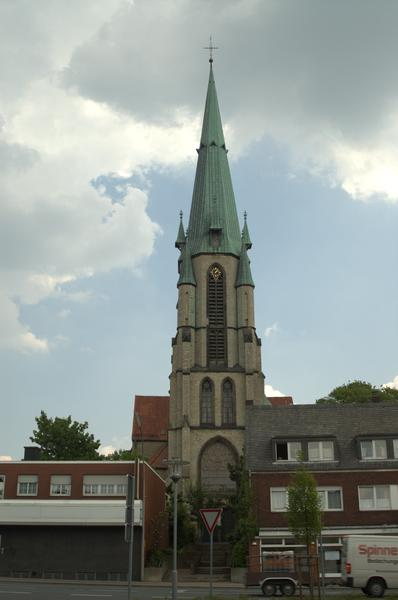
Pfarrkirche St. Johannes Baptist

Die römisch-katholische Pfarrkirche St. Johannes Baptist ist ein denkmalgeschütztes Kirchengebäude in Altenberge, einer Gemeinde im Kreis Steinfurt (Nordrhein-Westfalen). Diese Kirche ist Mutterpfarrei der Filialkirche
St. Johannes Nepomuk (Altenberge-Hansell)

## Geschichte und Architektur

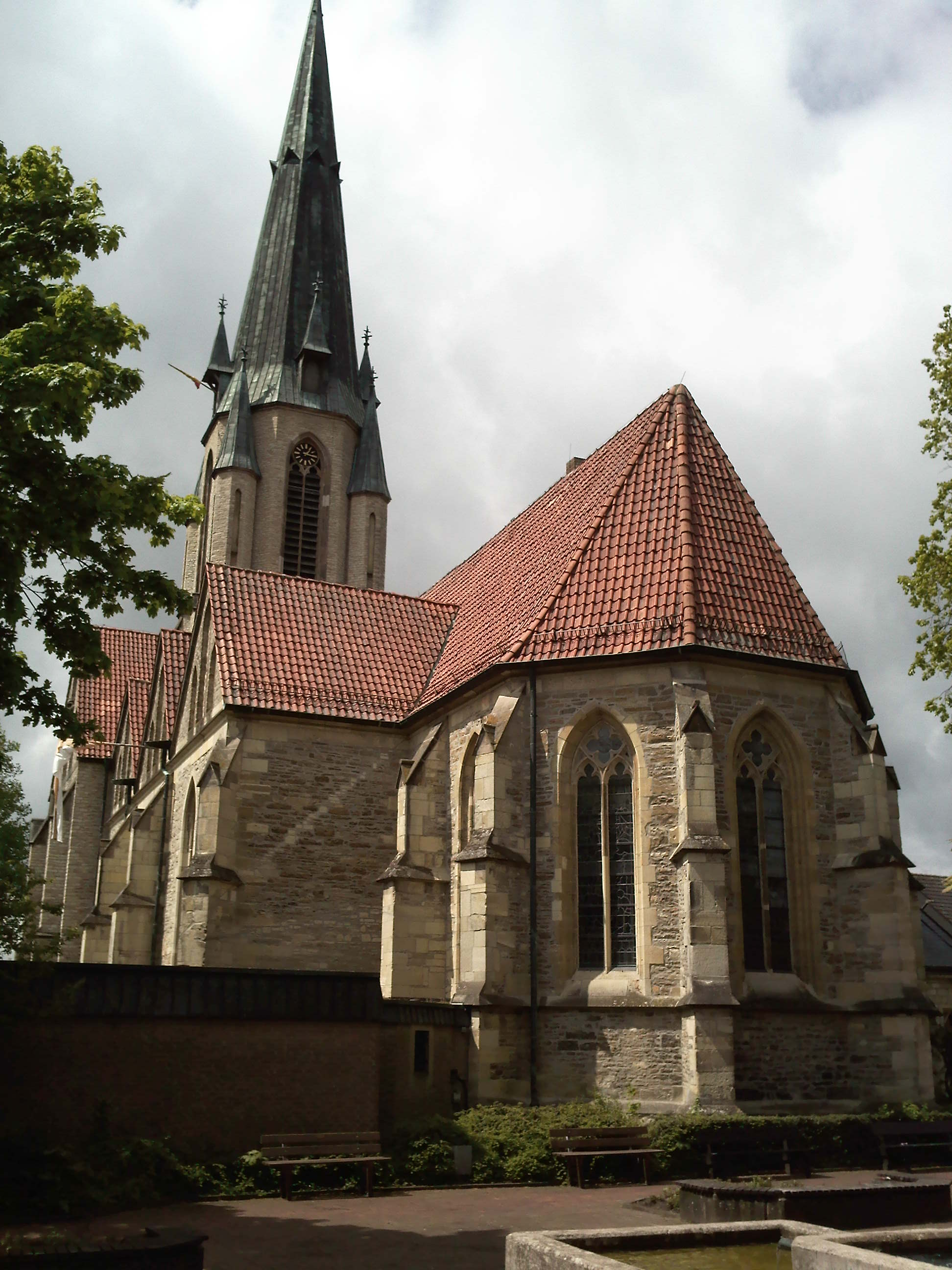
Ostansicht: Seitenschiffe unter Querdächern

Vermutlich ist die Gemeinde eine Gründung des Liudger. Die Apsis eines romanischen Vorgängerbaues mit einem Westturm wurde 1970 ergraben.
Die derzeitige Kirche wurde in der Mitte des 14. Jahrhunderts als Hallenkirche von drei Jochen mit einem polygonalen Chor an den bestehenden Turm angebaut. Die Sakristei ist mit 1590 bezeichnet. 1882 wurde der Kirchturm abgebrochen und von Hilger Hertel d. Ä. ein neugotischer Westbau in Bruchstein mit Werksteingliederung und Turm errichtet. Die Quergiebel der Seitenschiffe wurden wohl 1882 nach Befund rekonstruiert. Das mittlere Joch mit Portal ist in Sandstein gequadert. Das zweiteilige Portal auf der Südseite, mit einem vierbahnigen, aus Drei- und Vierpässen gestalteten Maßwerkfenster, wurde 1961 erneuert. Fenster und Portal befinden sich in einer gemeinsamen Gewändenische. Im weiten Innenraum ruhen Kreuzrippengewölbe auf Rundpfeilern mit vier Diensten. Die schmalen Seitenschiffe sind stark gestelzt. Die Basen der Vorlagen und die Kelchkapitelle sind polygonal gebrochen. Die Schlusssteine des 14. Jahrhunderts sind farbig gefasst und weisen teilweise figürliche Darstellungen auf. In den neugotischen Westteil wurden zum Teil Sterngewölbe eingezogen. Im Chor befinden sich jeweils eine Sakraments-, Lavabo- und Chornische. Die Rankenmalerei vom Anfang des 15. Jahrhunderts wurde 1963 freigelegt. Das figürliche Farbfenster im Chor schuf Victor von der Forst 1890. Vor dem Südportal steht die überlebensgroße, 1983 gestiftete Plastik Johannes des Täufers von Hans Dinnendahl.

## Ausstattung

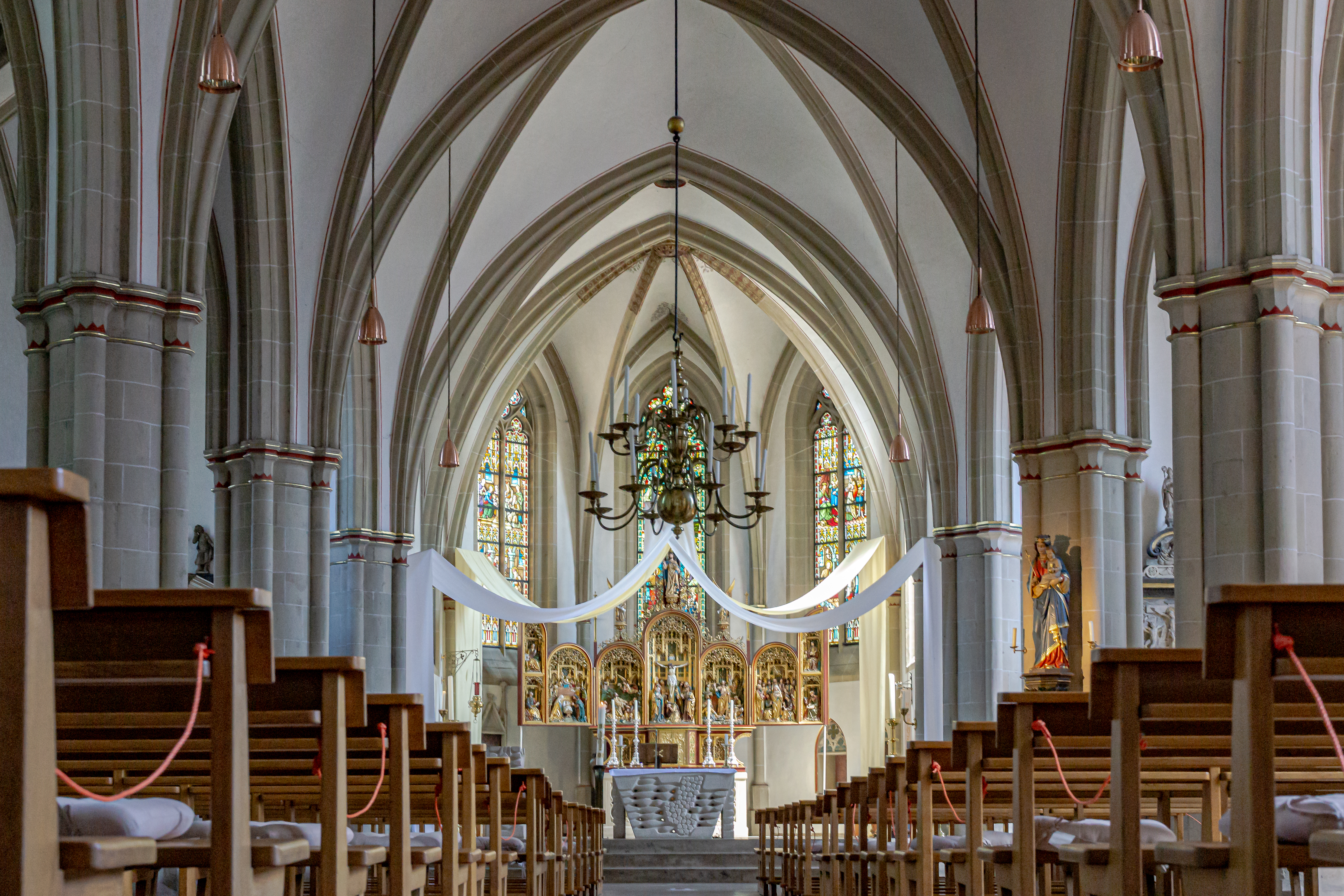
Mittelschiff zum Chor

* Der neugotische Hochaltar wurde 1883 nach dem Vorbild gotischer Flügelretabel gebaut. Der geschnitzte Schrein ist der Langenberg-Werkstatt zugeschrieben. Die Flügel wurden von Albinus Windhausen bemalt.
- Die beiden Seitenaltarretabel hat Gerhard Gröninger geschaffen. Das Säulenretabel mit einem Kreuzigungsrelief und Passionsszenen stammt aus der Zeit um 1625. Es ist mit Heiligenfiguren von der zweiten Hälfte des 17. Jahrhunderts bekrönt. Das Johannesretabel von etwa 1630 aus Baumberger Sandstein zeigt ein Relief der Taufe Christi nach einem Stich des Cornelis Cort von 1575. Die geschnitzte Umrahmung wurde um 1700 zugefügt, die Putten wurden 1960 ergänzt.
- Ein zylindrischer Taufstein von 1745
- Ein Lesepult aus Eichenholz aus der Zeit um 1500
- Ein Tafelgemälde von der Mitte des 17. Jahrhunderts zeigt Moses mit den Gesetzestafeln, es wurde 1986 restauriert
- Die Pietà vom Ende des 17. Jahrhunderts wurde 1972 restauriert und ergänzt
- Die Kreuzwegtafeln wurden 1890 auf Kupferplatten gemalt
- Die vier Bronzeglocken wurden 1946 von Petit & Edelbrock in Gescher gegossen. Es sind die Johannesglocke (des′), die Marienglocke (es′), die Lugdgerusglocke (f′) und die Theresiaglocke (as').[1]

## Orgeln

### Hauptorgel
Die Orgel geht in Teilen zurück auf ein Instrument, das 1902 von dem Orgelbauer Friedrich Fleiter (Münster) erbaut worden war. In den 1970er Jahren wurde es von dem Orgelbauer Alfred Führer (Wilhelmshaven) reorganisiert und hatte bis 2021 24 Register auf zwei Manualwerken und Pedal. Die Spieltraktur ist mechanisch, die Registertraktur elektrisch ausgeführt. 
Im Jahr 2022 wurde das Instrument von der Firma Rudolf von Beckerath Orgelbau überarbeitet und erweitert. Ergänzt wurde ein Schwellwerk im deutsch-romantischen Stil mit 11 Registern und ein Solowerk mit 3 Registern. Die beiden Werke wurden seitlich der bisherigen Orgel, auf der südlichen Empore aufgestellt. Die Orgel hat nun insgesamt 41 Register auf vier Manualwerken und Pedal; sie kann sowohl vom Spieltisch auf der Empore (auf zwei Manualen), als auch von einem neuen, viermanualigen Spieltisch im Kirchenschiff gespielt werden.
| I Hauptwerk C–g3 |              |        |
| 1.               | Bordun       | 16′    |
| 2.               | Prinzipal    | 08′    |
| 3.               | Hohlflöte    | 08′    |
| 4.               | Oktave       | 04′    |
| 5.               | Spillflöte   | 04′    |
| 6.               | Flöte        | 02′    |
| 7.               | Cornett III  |        |
| 8.               | Mixtur IV–VI | 01 ⁄3′ |
| 9.               | Trompete     | 08′    |

| II Schwellwerk C–g3 |                      |     |
| 10.                 | Violon               | 16′ |
| 11.                 | Geigenprinzipal      | 08′ |
| 12.                 | Concertflöte         | 08′ |
| 13.                 | Viola                | 08′ |
| 14.                 | Vox Coelestis        | 08′ |
| 15.                 | Geigenprinzipal      | 04′ |
| 16.                 | Cremona              | 04′ |
| 17.                 | Flauto traverso      | 04′ |
| 18.                 | Flautino             | 02′ |
| 19.                 | Harmonia Aetherea IV |     |
| 20.                 | Oboe                 | 08′ |

| III Rückpositiv C–g3 |                  |        |
| 21.                  | Lieblich Gedackt | 08′    |
| 22.                  | Prinzipal        | 04′    |
| 23.                  | Flauto dolce     | 04′    |
| 24.                  | Waldflöte        | 02′    |
| 25.                  | Quinte           | 01 ⁄3′ |
| 26.                  | Zimbel III–IV    | 01⁄2′  |
| 27.                  | Dulzian          | 16′    |
| 28.                  | Schalmey         | 08′    |

| IV Solowerk C–g3 |                  |     |
| 29.              | Seraphon-Gedackt | 08' |
| 30.              | Tuba mirabilis   | 08′ |
| 31.              | Vox Clamantis    | 08′ |

| Pedalwerk C– |                  |         |
| 32.          | Akustikbass      | 32'     |
| 33.          | Subbass          | 16′     |
| 34.          | Violon           | 16'     |
| 35.          | Oktavbass        | 08′     |
| 36.          | Gedacktbass      | 08′     |
| 37.          | Cello            | 08'     |
| 38.          | Choralbass       | 04′     |
| 39.          | Rauschpfeife III | 02 1⁄3′ |
| 40.          | Posaune          | 16′     |
| 41.          | Trompete         | 04′     |

- Koppeln
  - Normalkoppeln: II/I, III/I, III/II, IV/I, IV/II, IV/III, I/P, II/P, III/P, IV/P
  - Sub- und Superoktavkoppeln: II/I, II/II, IV/I, IV/II, IV/III, IV/IV, II/P, IV/P
- Anmerkungen:

1. 1 2  schwellbar

### Historische Orgel
Eine Besonderheit ist eine historische Oktavorgel, welche sich im linken Seitenschiff der Kirche befindet. Sie stammt auf einem kleinen Dorf in der Nähe von Mailand und wurde 1979 von der Gemeinde angekauft. Der Orgelbauer ist unbekannt. Das Instrument wurde wohl zwischen 1800 und 1802 errichtet. Das Schleifladen-Instrument hat 12 Register auf einem Manual und Pedal. Die Trakturen sind mechanisch.
| Manual CDEFGA–f3 |                       |       |
| 1.               | Prinzipale (Basso)    | 8′    |
| 2.               | Prinzipale (Soprano)  | 8′    |
| 3.               | Voce humana           | 8′    |
| 4.               | Ottava                | 4′    |
| 5.               | Flauto in ottava      | 4′    |
| 6.               | Flauto in duodecima 0 | 2 ⁄3′ |

| (Fortsetzung) |                    |        |
| 07.           | Cornetta           | 1 3⁄5′ |
| 08.           | Decima quinta      | 2′     |
| 09.           | Decima nona        | 1 ⁄3′  |
| 10.           | Vigesima seconda 0 | 1′     |
| 11.           | Vigesima sesta     | 2⁄3′   |

| Pedal CDEFGA–a0 |           |     |
| 12.             | Subbass 0 | 16′ |

- Koppeln: Terza mano (Manual-Oktavkoppel, Diskant), Pedalkoppel